# Norbert Meier
Norbert Meier (Reinbek, 1958. szeptember 20. –) nyugatnémet válogatott német labdarúgó, középpályás, edző. Jelenleg az 1. FC Kaiserslautern vezetőedzője.

## Pályafutása

### Klubcsapatban
1964-ben kezdte a labdarúgást a TSV Reinbek csapatában, majd játszott a Voran Ohe Hamburg, a VfL Lohbrügge és az FC St. Pauli korosztályos csapataiban. 1977 mutatkozott be a felnőttek között az ASV Bergedorf 85 csapatában, ahol három idényen át szerepelt. 1980 és 1989 között a  Werder Bremen labdarúgója volt, ahol tagja volt az 1987–88-as idényben bajnoki aranyérmet nyert együttesnek. 1990 és 1992 között a Borussia Mönchengladbach játékosa volt és itt vonult vissza az aktív labdarúgástól.

### A válogatottban
1981–82-ben három alkalommal szerepelt a B-válogatottban. 1982 és 1985 között 16 alkalommal játszott a nyugatnémet válogatottban és két gólt szerzett. Részt vett az 1984-es franciaországi Európa-bajnokságon.

### Edzőként
1997–98-ban utolsó klubjánál a Borussia Mönchengladbach csapatánál volt először vezetőedző. 2003 és 2005 között az MSV Duisburg, 2006–07-ben a Dynamo Dresden, 2008 és 2013 között a Fortuna Düsseldorf szakmai munkáját irányította. 2014-től 2016-ig az Arminia Bielefeld vezetőedzőjeként tevékenykedett, majd az első osztályú SV Darmstadt 98 vezetőedzője lett 2016 júniusában, ahonnan még az év decemberében menesztették. 2017. január 3-án az 1. FC Kaiserslautern vezetőedzőjének nevezték ki.

## Sikerei, díjai
Werder Bremen
- Nyugatnémet bajnokság (Bundesliga)
  - bajnok: 1987–88
  - 2.: 1982–83, 1984–85, 1985–86
- Nyugatnémet kupa (DFB-Pokal)
  - döntős: 1989, 1990

 Borussia Mönchengladbach
- Német kupa (DFB-Pokal)
  - döntős: 1992